# 299 до н. е.

## Події
- тиран міста Сіракузи завоював острів Керкіру (Корфу).

## Померли
- Тит Манлій Торкват (консул 299 року до н. е.)